# Ceramius caucasicus
Ceramius caucasicus är en stekelart som beskrevs av André 1884. Ceramius caucasicus ingår i släktet Ceramius och familjen Masaridae. Inga underarter finns listade.